# 河野徳之助

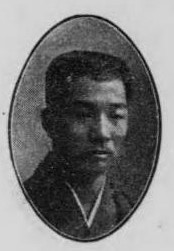
河野徳之助

河野 徳之助（こうの とくのすけ、1878年〈明治11年〉10月1日 - 没年不明）は、日本の政治家（下関市会議員）、商人（米穀商）、山口県多額納税者、下関米穀取引所取引員、日本米穀市場員、実業家。埴生養殖場代表。炭鉱会社吉豊公司取締役。第一証券監査役。族籍は山口県平民。

## 経歴
山口県豊浦郡彦島町（現・下関市）出身。河野仁左衛門の三男、同久蔵の弟。彦島の一介の農家の生まれだが、幼い頃から才気縦横、僻村の一農民として終始すべき器でなかった。
小学校を出ると米穀商の前途があることを察知し16歳にして自ら店員に甘んじて下関市江村商店に入った。番頭、支配人と進級する。
26歳の頃独立して米穀仲買店舗を開いた。1899年、分かれて一家を創立した。1900年、たちまちにして山口県の多額納税者のしかも上位に列した。
1921年4月の改選に推されて市会議員、下関港湾改良市区改正調査委員等に挙げられた。

## 人物
兄の久蔵と共に山口県多額納税者であった。貴族院多額納税者議員選挙の互選資格を有した。
名誉心に恬淡であった。趣味は読書、書画、旅行。宗教は真宗。住所は山口県下関市上田中町、同市阿弥陀寺町。

## 家族・親族
河野家
- 妻・ヨシ（1881年 - ?、山口、刀禰熊太郎の長女）[12][13]
- 男・隆一（1900年 - ?、日本銀行員） - 日本銀行岡山支店、本店計理局庶務係長を経て、1943年に計理局次長[5]。住所は東京市芝区三田綱町[5][13]。
  - 同妻・君（1907年 - ?、東京、高島徳右衛門の二女）[5][13]
- 長女[4]
- 二女・富美子（1906年 - ?、山口、青木卓の妻[9]、あるいは山根壮太の二男・凱二の妻[12][13]）
- 孫[13]

親戚
- 実兄・河野久蔵（1865年 - ?、山口県多額納税者、商業）[6]